# Laringoscopio

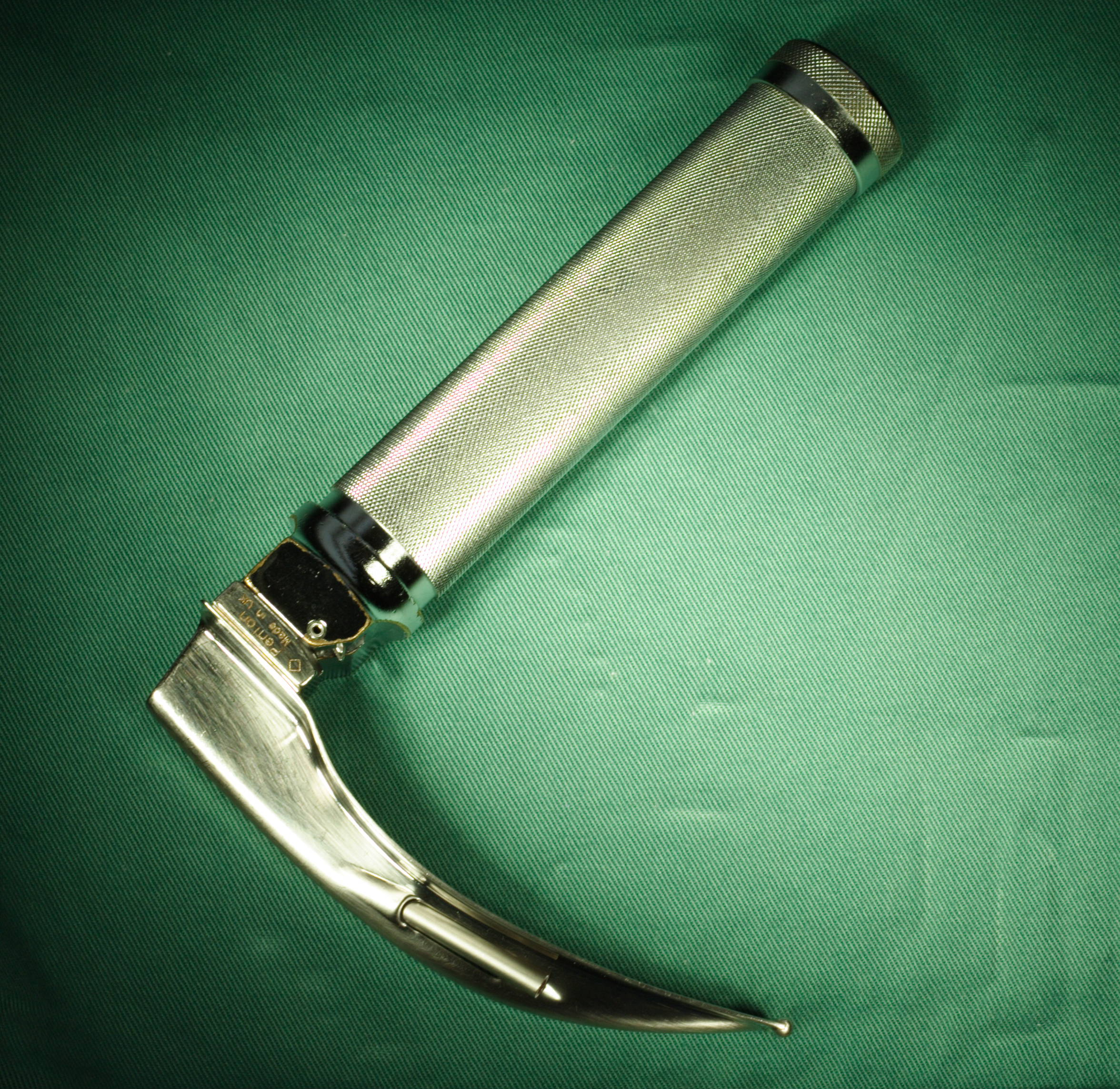
Laringoscopio con lama de tipo McIntosh.

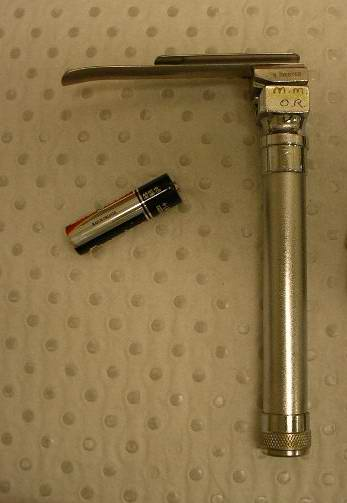
Laringoscopio pediátrico, con lama recta.

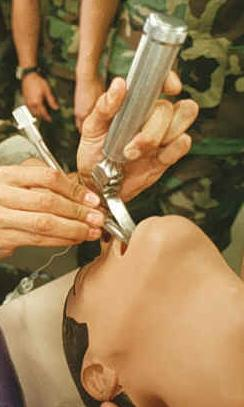
Una demostración del uso del laringoscopio.

El laringoscopio es un instrumento médico simple que sirve principalmente para examinar la glotis y las cuerdas vocales. 
El inventor del primer laringoscopio fue el maestro de canto operístico español Manuel García en 1854. Su desarrollo posterior y la utilización del laringoscopio en la práctica médica se debe en gran parte al médico alemán Johann Czermak.

## Estructura
El aparato se compone de dos partes:
- Un mango para manejar el instrumento. En el caso de los laringoscopios de fibra óptica o con otro tipo de fuente luminosa, el mango contiene  en su interior las pilas que alimentan la bombilla o la fuente luminosa.
- Una hoja que sirve para apartar la lengua y la epiglotis. Al final de la hoja se encuentra usualmente una fuente luminosa (una pequeña bombilla o un punto de luz de fibra óptica de origen en el mango). La hoja puede ser reutilizable, en cuyo caso debe esterilizarse después de cada uso, o desechable.

### Tipos de hojas
- Hoja de Macintosh: Se conoce como hoja o rama curva, con una curva parabólica con el tercio distal recto, que es la distancia entre dientes y cuerdas vocales y permite colocar la punta en el ángulo constituido por la epiglotis con la base de la lengua.

- Hoja o rama recta Jackson-Winsconsin y hoja o rama recta con punta curva Miller: Se introduce por debajo de la superficie laríngea de la epiglotis, desplazando hacia delante y arriba con lo que se eleva la epiglotis. Es útil en casos de epiglotis flácidas y en pacientes pediátricos menores por las características anatómicas.

## Manejo: Laringoscopia
Previamente a su uso, es indispensable comprobar su correcto funcionamiento, apertura y cierre, así como asegurarse de que la iluminación de la punta es la correcta. Debe tenerse en cuenta que el objetivo más habitual de la laringoscopia es la colocación de un tubo endotraqueal para aislar y asegurar la vía aérea en procedimientos de emergencia o bien para anestesia general, o con cualquier otro objetivo.
Posición del paciente: Existe la creencia generalizada de que el cuello se debe hiperextender, pero esto no es correcto pues dificulta la visión al adelantar la glotis. Por lo tanto, la posición más adecuada para la laringoscopia es la denominada "posición de olfateo". Ésta se consigue flexionando el cuello sobre el tronco, y luego extendiendo la cabeza sobre el cuello a nivel de la articulación atlantooccipital. Para facilitar dicha posición debe usarse un cojín  no compresible de unos 7 centímetros de grosor. De este modo se consigue la alineación de los tres ejes (oral, faríngeo y laríngeo), necesaria para la correcta visualización de la laringe. En pacientes inmovilizados con collarín por traumatismo cervical no es posible alinear correctamente los tres ejes, resultando la laringoscopia más difícil de realizar.
La posición debe garantizar el acceso a la laringe con el menor trauma posible. La entrada del laringoscopio implica adecuada protección de la arcada dentaria. El laringoscopio está diseñado para sujetarse con la mano izquierda.
El manejo de los labios durante el proceso de introducción de la pala del laringoscopio evita que sean aprisionados entre este y la dentadura minimizando las lesiones.  La pala debe introducirse por la comisura derecha para desplazar la lengua hacia la izquierda despejando la visión hacia la faringe.
Al continuar la laringoscopia, una vez identificada la pared posterior de la faringe, la punta del laringoscopio se debe inclinar hacia arriba para buscar la epiglotis. En este momento es preciso no realizar palanca sobre los dientes, debe realizarse un movimiento de tracción suave y firme aplicando la fuerza en un ángulo aproximado de 45°. 
Una vez identificada la epiglotis, el siguiente paso varía en función de la hoja de laringoscopio que se emplee. Si se usa una pala curva tipo Macintosh, (de uso más habitual entre los profesionales de urgencias, anestesiología y cuidados intensivos), la punta se aloja en la vallécula, y al presionar sobre ésta se producirá la elevación de la epiglotis de manera indirecta. Si se emplea una pala recta tipo Miller, se levanta la epiglotis directamente con la punta del laringoscopio. Ésta maniobra presenta ventajas en los pacientes con epiglotis laxas o relativamente grandes, típicamente los pacientes pediátricos.  A continuación, se introduce suavemente el laringoscopio un poco más, y se levanta la punta para visualizar la glotis, momento en el cual se procede a la intubación orotraqueal si procede.
Una vez asegurada la vía aérea, si se pretende realizar cirugía sobre la glotis, adenoides o estructuras adyacentes, se accede mediante el laringoscopio operatorio tipo Kleinsasser, acomodando el instrumento con el fin de obtener la mejor exposición posible del campo quirúrgico. fijándolo posteriormente con su respectivo soporte sobre una superficie firme antes de proceder a la cirugía. Es indispensable contar con una buena fuente de luz para controlar la punta del laringoscopio  operatorio y no lesionar la pared posterior de la faringe. Una situación que se presenta con frecuencia es el trauma de dicha zona al comprimir la mucosa contra la parte anterior de las vértebras cervicales durante la cirugía. Es recomendable en todos los casos advertir al paciente acerca de las posibles complicaciones relacionadas con estos procedimientos.